# The Unnamed Feeling
«The Unnamed Feeling» es una canción y tercer sencillo extraído del octavo álbum de estudio del grupo musical de heavy metal Metallica, titulado St. Anger. La letra de la canción habla sobre el sentimiento sin nombre que siente una persona al estar al borde de perder el control, o justo antes de caer en el pánico. «The Unnamed Feeling» fue editado como sencillo únicamente en Australia, aunque fue publicado como parte de un EP en el Reino Unido. 
La portada del sencillo fue elegida en un concurso de fanes, en el que el trabajo era de contenido original. La ganadora fue una ilustración aislada de un corazón negro con líneas blancas sobre un fondo también blanco. 
El mismo año en el que salió el sencillo y el álbum que la contenía, Nickelback compuso una canción muy similar, «Throw Yourself Away», por lo que se especuló si Nickelback robó o no la canción a Metallica.

## Lista de canciones EP
1. «The Unnamed Feeling»
2. «The Four Horsemen» (En vivo)
3. «Damage, Inc.» (En vivo)
4. «Leper Messiah» (En vivo)
5. «Motorbreath» (En vivo)
6. «Ride the Lightning» (En vivo)
7. «Hit the Lights» (En vivo)
8. «The Unnamed Feeling» - Vídeo musical

## Créditos
- James Hetfield: Voz y guitarra.
- Kirk Hammett: Guitarra.
- Bob Rock: Bajo.
- Lars Ulrich: Batería y percusión.